# Amalur
Amalur (ook wel Ama-Lurra) is een godin van de Baskische mythologie die in het Baskisch "Moeder Aarde" betekent.
Het geloof in Amalur is erg oud bij het Baskische volk, van vóór de invasie van de Indo-Europese volkeren. Deze culturen die vanuit het oosten naar Europa kwamen, waren degenen die het geloof in de hemelse godheden introduceerden.

## Mari

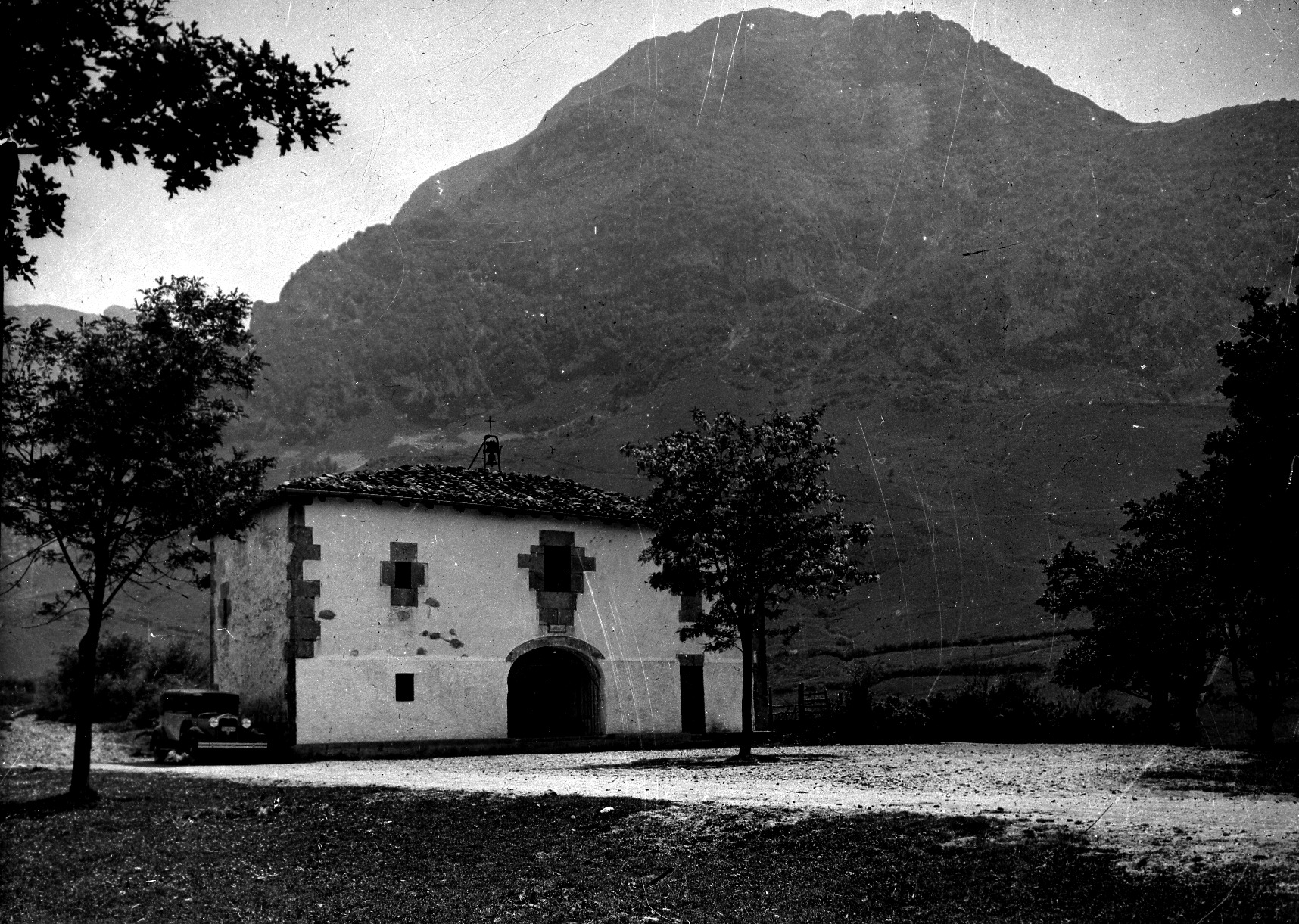
Er is een houten Maagd in gotische stijl in de hermitage van Larraitz. Het is het een voorstelling van Mari of Amalur

Amalur is verwant aan Mari, daarom wordt ze soms verward met deze Baskische godin, die de personificatie van de hele natuur is en op haar beurt de superieure godheid is die alle mythologische personages domineert. Mari heeft een speciale relatie met de aarde en, volgens de oudheid overtuigingen, is de personificatie van Amalur.
Soms wordt een godheid van het Amalur-soort aanbeden in Maria.

## Legendes
In de legendes van het Baskische volk is de aarde, Amalur, de belangrijkste godheid. De aarde wordt ons getoond als de habitat van alle levende wezens, met haar eigen vitale kracht die onze natuurlijke omgeving heeft gecreëerd. De aarde is wat het bestaan van dieren en planten mogelijk maakt en wat ons mensen het voedsel en de noodzakelijke leefruimte geeft. De aarde is een enorme container, een onbeperkte vergaarbak, waar de zielen van de overledene en de meeste mythologische personages leven.
Volgens de legendes zijn er in het binnenste van de aarde ongelooflijke schatten, die - hoewel mensen volharden in het vinden en in bezit nemen ervan - altijd onbereikbaar zijn. Het is een diepgewortelde gewoonte is om offergaven aan Amalur achter te laten in de grotten en kloven. Dit zijn de deuren naar het binnenste van de aarde.
Amalur is de maker van zustermaan (Ilazki, Ilargi), zusterzon (Ekhi, Eguzki) en Eguzkilore ("zonnebloem", carlina acaulis).

## Eguzkilore

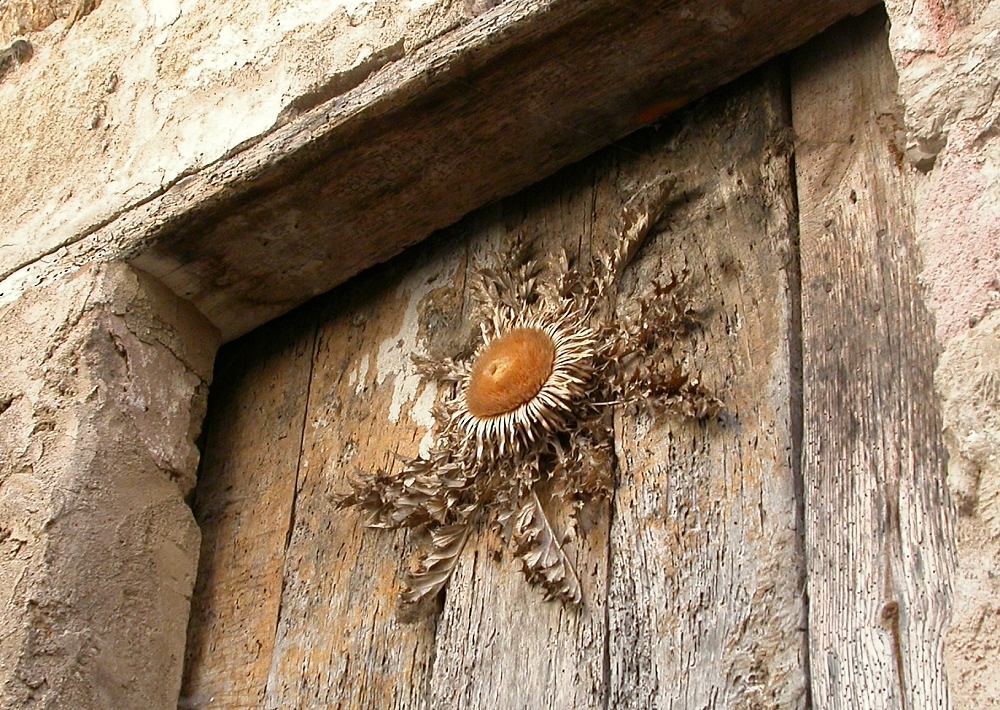
Eguzkilore op een deur

Eguzkilore is een distelachtige bloem die zeer overvloedig voorkomt in Baskenland en in de deuren van de huizen om de djinn, heksen (sorginak), lamia's en boze geesten weg te jagen. Men geloofde dat als iemand het huis probeerde binnen te komen en een Eguzkilore vond, ze moesten stoppen om de vele haren of schutbladen te tellen. Het beschermende vermogen van deze zonnebloem was sterker op de ochtend van Sint-Jansdag dan de rest van het jaar.

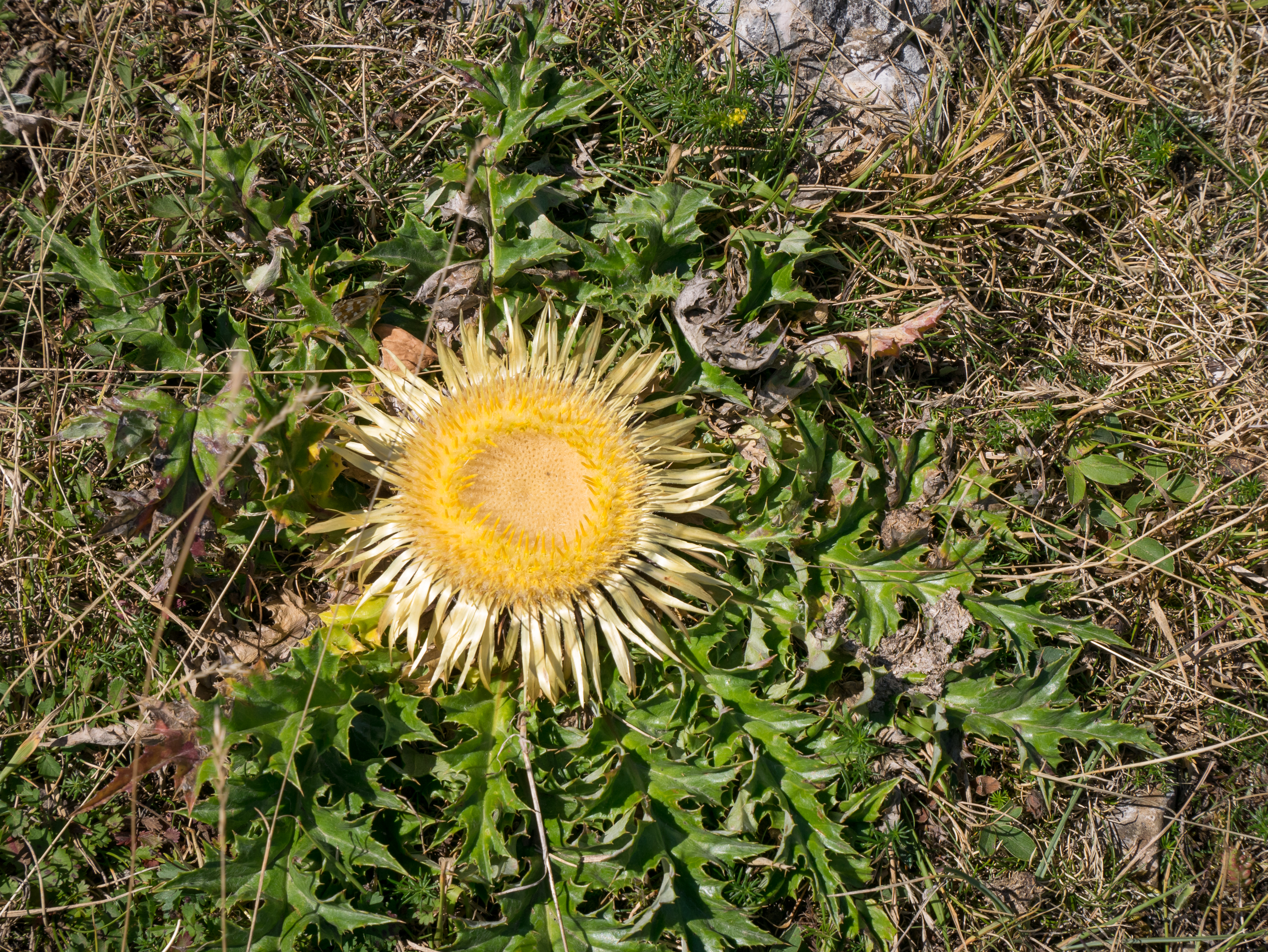
Eguzkilore
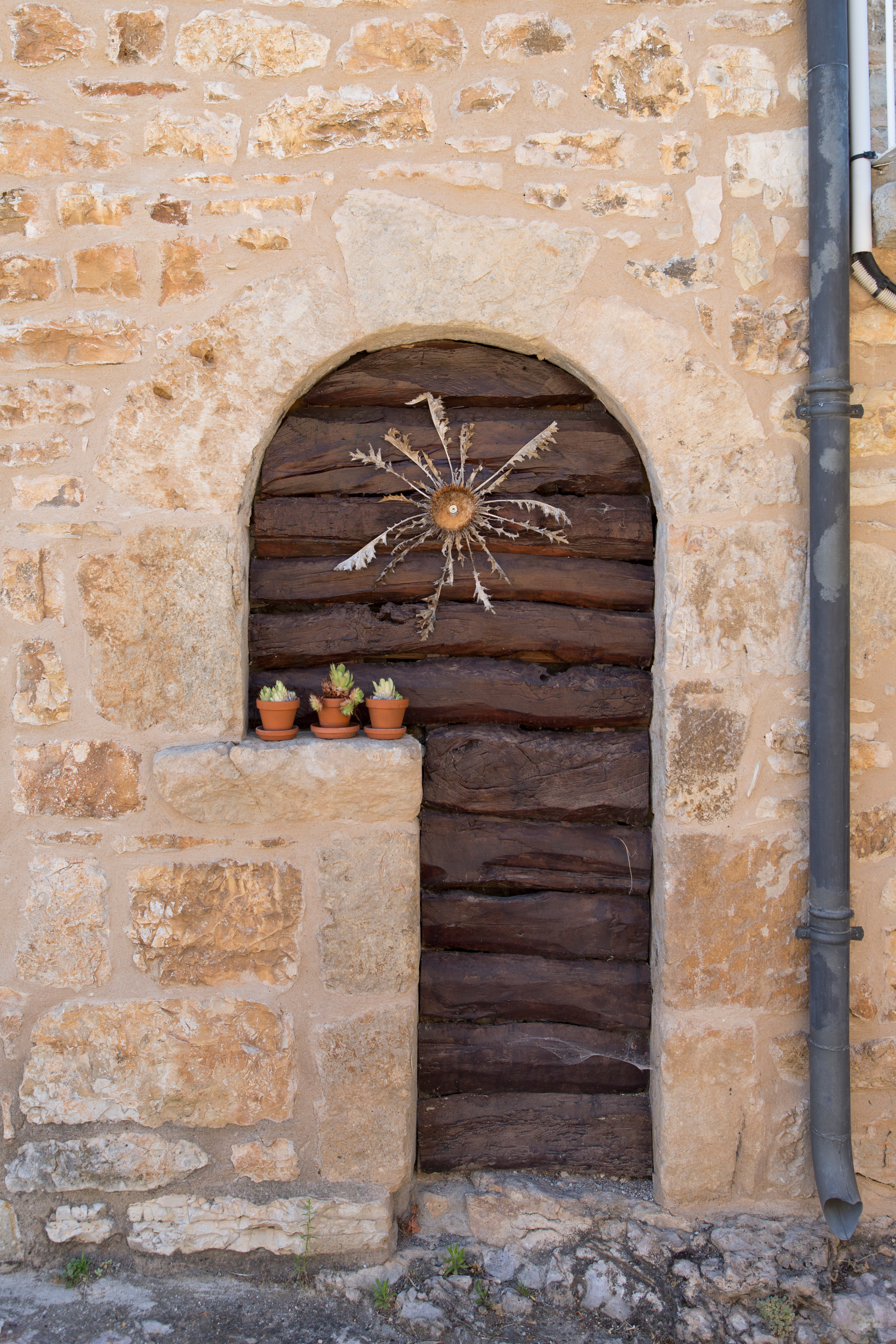
Eguzkilore op een deur
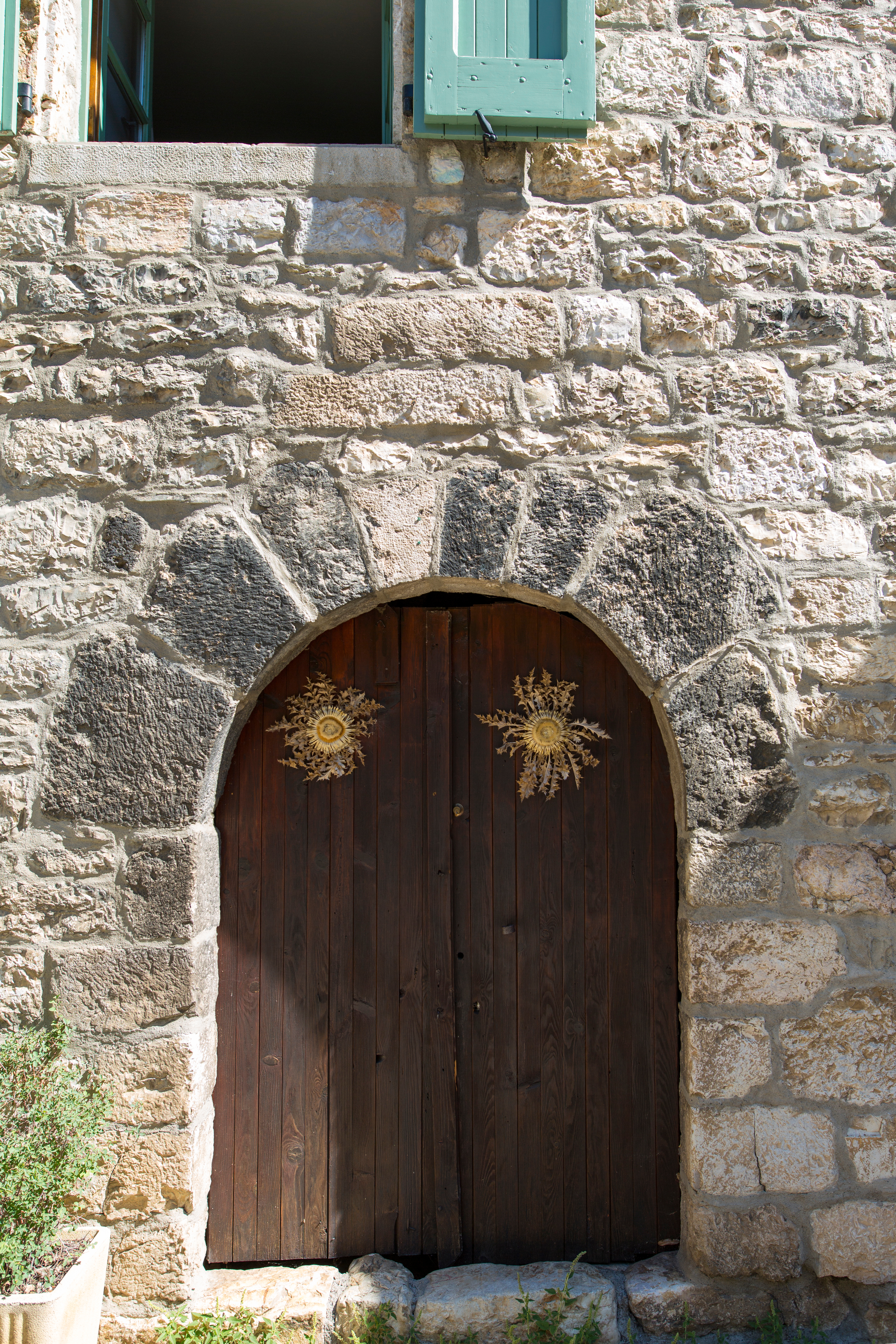
Eguzkilore op deuren
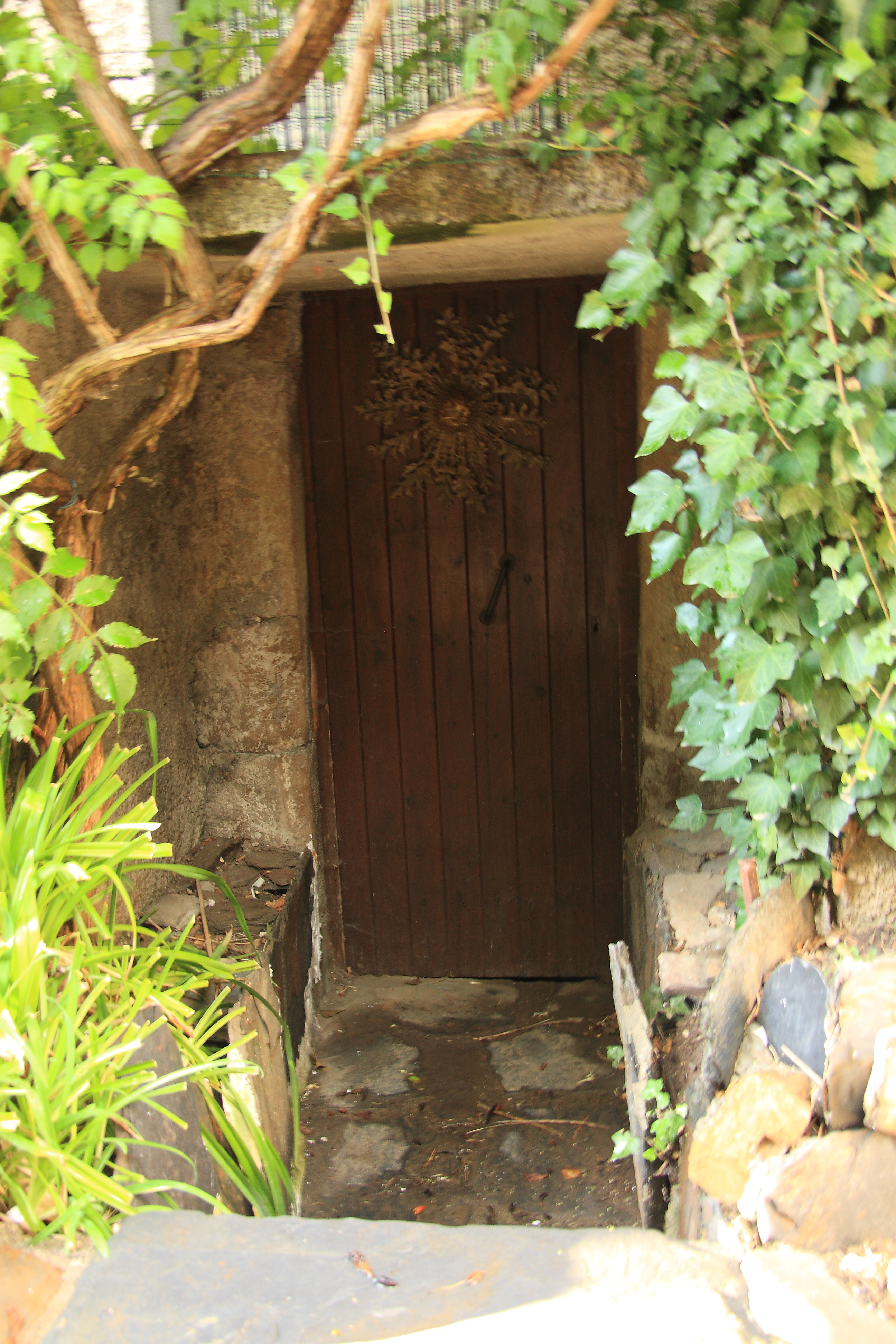
Eguzkilore op een deur